# Eurycormus speciosus
Eurycormus speciosus è un pesce osseo estinto, vicino all'origine dei teleostei. Visse nel Giurassico superiore (Kimmeridgiano - Titoniano, circa 152 - 148 milioni di anni fa) e i suoi resti fossili sono stati ritrovati in Germania.

## Descrizione
Questo pesce era di dimensioni medio-piccole, e non superava la lunghezza di 15 - 20 centimetri. Il corpo leggermente fusiforme doveva assomigliare vagamente a quello di una sardina o di un'aringa, anche se era più compatto. Il muso era appuntito e le orbite erano poste in alto sul cranio, in posizione laterale. La pinna dorsale e quelle pelviche erano leggermente arretrate, e si originavano quasi allo stesso livello in lunghezza. Sia la pinna dorsale che quella anale erano leggermente acuminate, mentre le pinne anali erano allungate e avevano 17 o 18 raggi. La coda era omocerca (con due lobi uguali) e profondamente biforcuta. La premascella era triangolare ed era sprovvista di un processo nasale. La mandibola era profonda e simile a quella di un altro piccolo pesce osseo del Giurassico superiore, Leptolepis, e possedeva un grande dente conico posto anteriormente, seguito da minuscoli denti conici. 

## Classificazione
Eurycormus speciosus venne descritto per la prima volta da Wagner nel 1863, sulla base di resti fossili ritrovati nel giacimento di Solnhofen, in Baviera (Germania). Lo studioso comparò questo pesce ad altri osteitti provenienti dal Giurassico della Germania, tra cui Caturus. In seguito altri studiosi considerarono variamente Eurycormus affine a Caturus (Zittel, 1887-1890), all'attuale Amia (Woodward, 1890) o a Pholidophorus (Patterson, 1973). 

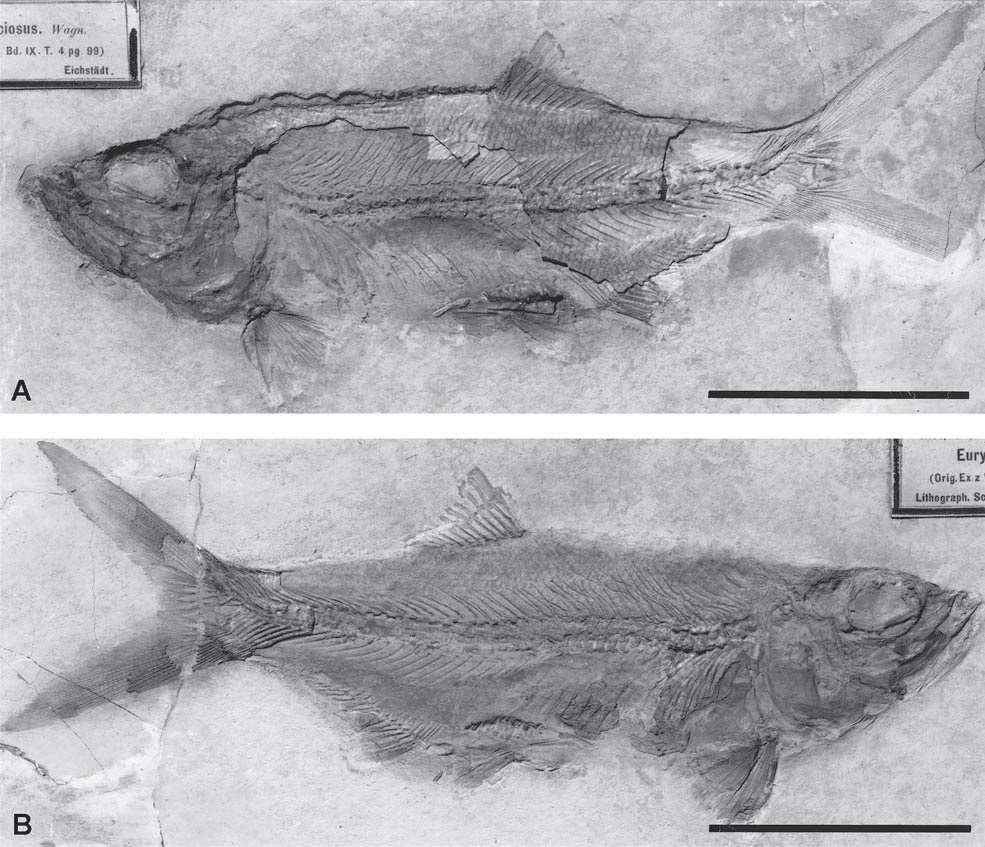
Olotipo di Eurycormus speciosus

Le incertezze riguardo alla classificazione si ebbero anche a causa dell'errata attribuzione a Eurycormus di due specie (E. egertoni, E. grandis), attualmente considerate effettivamente affini a Caturus. L'unica specie correttamente attribuita a Eurycormus è E. speciosus, considerata un pesce osseo vicino all'origine dei teleostei, affine a Siemensichthys (Arratia, 2000; Arratia e Schultze, 2007). Attualmente Eurycormus e Siemensichthys, insieme ad altri generi quali Ankylophorus, sono considerati rappresentanti degli Ankylophoriformes (Taverne, 2013).